# Rune Carlsson
Rune Carlsson (1 de outubro de 1909 e 14 de setembro de 1943) foi um futebolista sueco. Ele competiu na Copa do Mundo FIFA de 1934, sediada na Itália.